# Ifi (figlio di Alettore)
Ifi (in greco antico Ἶφις, Iphis) è un personaggio della mitologia greca. Fu un re di Argo.

## Genealogia
Figlio di Alettore, fu padre di Eteoclo, Evadne e Laodice.

## Mitologia
Regnò sulla parte centrale del regno, dopo che il nonno Anassagora lo aveva diviso in tre parti.
Il re di Tebe Polinice venne da lui per un consiglio su come convincere Anfiarao a unirsi ai Sette contro Tebe. Ifi gli consigliò di dare ad Erifile la collana di Armonia.
Lasciò il suo regno al nipote Stenelo, figlio del genero Capaneo.